# Armin Gessert
 (juillet 2018).
Si vous disposez d'ouvrages ou d'articles de référence ou si vous connaissez des sites web de qualité traitant du thème abordé ici, merci de compléter l'article en donnant les références utiles à sa vérifiabilité et en les liant à la section « Notes et références ».
Armin Gessert (1963 - 8 novembre 2009) est un concepteur allemand de jeux vidéo. Il s'agit du créateur du jeu The Great Giana Sisters sur Commodore 64.
En 1994 il fonde Spellbound Entertainment.